# Goraj (województwo pomorskie)
Goraj (dawniej niem. Gorrey) – osada w Polsce położona w województwie pomorskim, w powiecie sztumskim, w gminie Sztum.
Nazwa "Goraj" pochodzi od nazwy dawnego jeziora Goreje. Wieś pierwotnie należała do starostów sztumskich. Po 1772 roku, jako domena został wydzierżawiony. Mieści się tam neoklasycystyczny dworek z początku XX w. z piętrowym ryzalitem, w którym znajduje się obecnie hotel i restauracja.
W latach 1975–1998 miejscowość należała administracyjnie do województwa elbląskiego.